# Мехмед-бей Куленович
Мехмед-бег Куленович, Гази Мехмед-бег Куленович, Мехмед-бег Кулинович, также известный как Кулин-капетан (1776 — 13 августа 1806) — боснийско-османский дворянин, родившийся и выросший в Кулен-Вакуфе, который позже стал капитаном Боснийского эялета. Он был седьмым капитаном капитанства Стара Островица из рода Куленовичей, командиром боснийской конницы сипахов, то есть левого крыла армии боснийского эялета в битве при Мишаре и героем нескольких народных песен.

## Ранняя жизнь
Мехмед-бей Куленович был сыном Хаджи-Ибрагим-бека Куленовича из Кулена Вакуфа, шестого капитана староостровского капитанства. Унаследовав титулы своего отца, он стал одним из самых важных военных пограничных властей в Боснийском эялете, и его военнослужащие называли его «Хозяином Островицы». Ветвь семьи Куленовичей, одной из крупнейших боснийских аристократических семей вообще, к которой принадлежал Мехмед- бей, также занималась откупом (харач), поэтому ее назвали Харачлие. Мехмед-бей Куленович был одним из самых активных и воинственных пограничных капитанов своего времени. Принимал участие в военных походах нескольких боснийских визирей, начиная с похода с Бекир-пашой (Абу Бакир-паша) на Белград, с целью успокоения восстания против белградских дахи (отступников- янычар), затем в защите Вишеграда и Ужице от сербских повстанцев, охранявших границы Боснийского эялета на реке Дрина, ведя набеги и вторжения в Мачву и Почерину, вплоть до кампании лета 1806 года и битвы при Мишаре.

## Первое сербское восстание и битва при Мишаре
Когда в 1804—1805 годах вспыхнуло Первое сербское восстание после убийства Хаджи Мустафы-паши из Белграда, беспорядки стали очевидны во всем санджаке Смедерево; тысячи мусульманских беженцев из санджака стали вливаться в санджак Зворника. В 1805 году сербские повстанцы во главе с Лукой Лазаревичем начали штурм самого Зворника, что побудило османского великого визиря мобилизовать свою армию в Боснийском эялете под командованием Сулейман-паши Скопляка и Мехмед-бея Куленовича.
В битве при Мишаре Мехмед-бей Куленович командовал левым крылом боснийско-османской армии, то есть кавалерией боснийских сипахов. Согласно записанным заявлениям участников и анализу некоторых сербских военных историков, во время битвы при Мишаре сербские повстанцы в основном ограничивались боями из укрепленной траншеи и редко осмеливались на вылазки. Сербская кавалерия, предназначенная в качестве резерва и расположенная недалеко от окопа у деревни Жабар, была быстро разбита хорошо обученной и опытной кавалерией боснийских сипахов во главе с Мехмед-беем Куленовичем во время первого серьезного применения на Мишаре. Бои продолжались несколько дней с взаимными потерями. Успех сербских повстанцев заключался в том, что они удержались и не позволили боснийской османской армии пройти к осажденному Белграду. 13 августа 1806 года, возглавив новую кавалерийскую атаку на траншею, Мехмед-бек Куленович был вызван на дуэль князем Лукой Лазаревичем. Мехмед-бей вышел из поединка победителем, но затем был убит из заранее подготовленной засады сербскими повстанцами, сопровождавшими князя Луку Лазаревича. Тело Мехмед-бека Куленовича было перевезено в Боснию и захоронено во дворе мечети в Янье, где находилась его турба до сих пор находится. Филип Вишнич спел о Мехмед-бее Куленовиче в песнях «Кнез Иван Кнежевич» и «Бой на Мишару», считая его центральной фигурой и главнокомандующим армией боснийских эялетов. Мехмед-бея Куленовича сменил на посту капитана капитана «Стара Островица» его сын Ахмед-бей Куленович (Кулинович).